# Irã nos Jogos Olímpicos de Inverno de 2010
O Irã participou dos Jogos Olímpicos de Inverno de 2010, realizados na cidade de Vancouver, no Canadá. Foi a oitava aparição do país em Olimpíadas de Inverno.

## Desempenho

### Esqui alpino
Feminino
| Atleta        | Evento         | Corrida 1 | Corrida 2 | Total   | Pos. |
| ------------- | -------------- | --------- | --------- | ------- | ---- |
| Marjan Kalhor | Slalom         | 1:08.65   | 1:09.95   | 2:18.60 | 55º  |
| Marjan Kalhor | Slalom gigante | 1:36.87   | 1:28.52   | 3:05.39 | 60º  |

Masculino
| Atleta                  | Evento         | Corrida 1 | Corrida 2 | Total   | Pos. |
| ----------------------- | -------------- | --------- | --------- | ------- | ---- |
| Hossein Saveh Shemshaki | Slalom         | 57.59     | 58.80     | 1:56.39 | 41º  |
| Hossein Saveh Shemshaki | Slalom gigante | 1:31.31   | 1:34.56   | 3:05.87 | 70º  |
| Porya Saveh Shemshaki   | Slalom         | DNF       | DNF       | DNF     | DNF  |
| Porya Saveh Shemshaki   | Slalom gigante | 1:26.44   | 1:31.26   | 2:57.70 | 60º  |

### Esqui cross-country
Masculino
| Atleta            | Evento      | Final   | Final |
| Atleta            | Evento      | Total   | Pos.  |
| ----------------- | ----------- | ------- | ----- |
| Seyed Sattar Seyd | 15 km livre | 42:41.1 | 89º   |

Legenda
| Recorde mundial      | Recorde mundial (World record)               |                       | Recorde africano                      | Recorde africano (African) |                                           | Q | Classificado por posição (Qualified) |
| Recorde olímpico     | Recorde olímpico (Olympic record)            | Recorde da América    | Recorde da América (Americas)         | q                          | Classificado por melhor tempo (Qualified) |   |                                      |
| Melhor marca do ano  | Melhor marca do ano (World leading)          | Recorde asiático      | Recorde asiático (Asian)              | DNS                        | Não largou (Did not start)                |   |                                      |
| Recorde nacional     | Recorde nacional (National record)           | Recorde europeu       | Recorde europeu (European)            | DNF                        | Não terminou (Did not finish)             |   |                                      |
| Recorde pessoal      | Recorde pessoal do atleta (Personal best)    | Recorde da Oceania    | Recorde da Oceania (Oceania)          | DSQ / DQ                   | Desclassificado (Disqualified)            |   |                                      |
| Recorde da temporada | Recorde da temporada do atleta (Season best) | Recorde sul-americano | Recorde sul-americano (South America) | NM                         | Sem marca (No mark)                       |   |                                      |